# Женере
Женере (фр. Générest) насеље је и општина у јужној Француској у региону Миди Пирене, у департману Горњи Пиринеји која припада префектури Бањер де Бигор.
По подацима из 2011. године у општини је живело 93 становника, а густина насељености је износила 7,86 становника/km². Општина се простире на површини од 11,83 km². Налази се на средњој надморској висини од 600 метара (максималној 1.247 m, а минималној 480 m).

## Демографија
| 1962. | 1968. | 1975. | 1982. | 1990. | 1999. | 2011. |
| ----- | ----- | ----- | ----- | ----- | ----- | ----- |
| 87    | 109   | 97    | 81    | 100   | 98    | 93    |

График промене броја становника у току последњих година